# Споркследе, Фабиан
Фабиан Митчел Споркследе (нидерл. Fabian Mitchel Sporkslede; род. 3 августа 1993, Амстелвен, Северная Голландия) — нидерландский и суринамский футболист, выступающий на позициях полузащитника и защитника, игрок любительского клуба «Аякс».
В 2023 году сыграл один матч за сборную Суринама, ранее выступал за юношеские и молодёжные сборные Нидерландов.

## Клубная карьера
Споркследе начинал заниматься футболом в клубе «НФК/Броммер» в Амстелвене, а в 2001 году перешёл в амстердамский АФК. Его старший брат Джастин также находился в системе клуба, а отец Майкл был детским тренером. С 2005 года выступал за юношескую команду АЗ, а летом 2007 года перешёл в академию «Аякса».
В мае 2012 года подписал контракт с «Аяксом» до середины 2015 года. За основной состав дебютировал 26 сентября 2012 года в матче 2-го раунда Кубка Нидерландов против «Утрехта», выйдя на замену на 76-й минуте вместо Кристиана Поульсена. В чемпионате Нидерландов дебютировал 29 сентября в домашней игре с «Твенте», заменив Райана Бабела на 87-й минуте. 3 октября в матче против мадридского «Реала» дебютировал в Лиге чемпионов УЕФА. Последнюю игру в чемпионате за основной состав провёл 7 октября против «Утрехта». Споркследе появился на поле на 46-й минуте, заменив Поульсена, а на 51-й минуте забил гол в свои ворота, став самым молодым автором автогола в Эредивизи в истории «Аякса» в возрасте 19 лет и 65 дней. В дебютном сезоне сыграл четыре матча во всех турнирах.
В сезоне 2013/14 выступал за дублирующий состав «Йонг Аякс». Первую игру в Эрстедивизи провёл 5 августа 2013 года против «Телстара», а 2 сентября забил дебютный гол с пенальти в ворота «Йонг ПСВ». 30 сентября в домашней игре против «Волендама» был удалён с поля из-за неудачного подката, в результате которого получил перелом правой малоберцовой кости и выбыл на несколько месяцев. За неполный сезон принял участие только в 9 матчах первого дивизиона.
11 июля 2014 года перешёл на правах аренды в «Виллем II». В составе «трёхцветных» дебютировал 13 сентября в гостевом матче с «Фейеноордом», выйдя на замену на 71-й минуте вместо Терелла Однана. 23 сентября впервые попал в стартовый состав на матч 2-го раунда кубка страны против любительского клуба «Делтаспорт». В январе 2015 года досрочно вернулся в «Аякс», проведя всего два официальных матча за «Виллем II». До конца сезона выступал за «Йонг Аякс», сыграв в первом дивизионе 15 матчей и забив один мяч. Летом 2015 года покинул «Аякс» в статусе свободного агента и в течение полугода находился без клуба.
В январе 2016 года подписал контракт с итальянским «Кьево» и сразу был отдан в аренду до конца сезона в клуб «Лупа Кастелли Романи», в составе которого провёл только два матча в Серии C.
23 июля 2016 года подписал трёхлетний контракт с клубом НАК Бреда. В команде дебютировал 5 августа в матче Эрстедивизи против «Йонг Утрехт». Всего за сезон сыграл 30 матчей в чемпионате — НАК занял 5-е место и через стыковые матчи вернулся в высший дивизион. В сезоне 2017/18 занял с командой 14-е место в чемпионате, сыграв в том сезоне 22 матча. 9 декабря 2018 года в домашнем матче с «Витессом» получил травму после неудачного приземления и покинул поле на 37-й минуте. Дальнейшее медицинское обследование выявило повреждение ахиллово сухожилия. Из-за травмы и последующей реабилитации пропустил остаток сезона, приняв участие только в 13 матчах чемпионата. В мае 2019 года НАК объявил, что не будет продлевать с игроком контракт.
27 сентября 2019 года стал игроком «Валвейка», заключив с клубом однолетний контракт. В команде дебютировал 30 октября в кубком матче с «Хераклесом», выйдя в стартовом составе. 14 декабря провёл первую игру в чемпионате против «Фортуны». Всего сыграл за «Валвейк» в шести матчах Эредивизи. Летом 2020 года остался без клуба и для поддержания физической формы вернулся в «Аякс».
5 января 2021 года подписал двухлетний контракт с тбилисским «Динамо». 21 февраля в матче за Суперкубок Грузии против «Гагры» дебютировал за новую команду. Основное время матча завершилось вничью 2:2, а в серии пенальти точнее оказались футболисты «Динамо» (5:4). В чемпионате Грузии дебютировал 27 февраля в матче против «Самгурали», а первый гол забил 20 марта на выезде c «Телави». Всего за клуб во всех турнирах провёл 35 матчей и забил два гола. В январе 2022 года его контракт с «Динамо» был расторгнут по обоюдному согласию.
29 января 2022 года перешёл в израильский «Бней Сахнин», подписав с клубом контракт до конца сезона с возможностью продления еще на два года.
В марте 2024 года объявил о завершении игровой карьеры в возрасте 30 лет, но спустя два месяца возобновил карьеру в любительской команде «Аякса». 17 августа дебютировал за клуб в гостевом матче третьго дивизиона против «Эксельсиора '31». 4 сентября забил дебютный гол в матче первого предварительного раунда Кубка Нидерландов против РКВВ ДЕМ, отличившись с пенальти.

## Карьера в сборной
С 14 лет выступал за юношеские и молодёжные сборные Нидерландов, включая команды до 17 и 19 лет.
14 августа 2013 года дебютировал за молодёжную сборную в товарищеском матче против сверстников из Чехии, заменив на 66-й минуте Кевина Янсена.
В 2020 году рассматривался главным тренером сборной Суринама Дином Горре как потенциальный игрок национальной команды. Споркследе имел нидерландский паспорт, но его родители родились в Суринаме, а после изменений в законодательстве страны в 2019 году иностранные суринамцы могли выступать за национальную сборную. В составе сборной Суринама дебютировал 23 марта 2023 года в матче Лиги наций КОНКАКАФ против сборной Мексики, выйдя на замену вместо Келвина Лердама на 92-й минуте.

## Достижения
«Аякс»
- Чемпион Нидерландов: 2012/13

«Динамо» (Тбилиси)
- Обладатель Суперкубка Грузии: 2021

## Статистика выступлений
| Клуб                   | Сезон            | Лига | Лига | Кубок | Кубок | Европейские кубки | Европейские кубки | Прочие | Прочие | Итого | Итого |
| Клуб                   | Сезон            | Игры | Голы | Игры  | Голы  | Игры              | Голы              | Игры   | Голы   | Игры  | Голы  |
| ---------------------- | ---------------- | ---- | ---- | ----- | ----- | ----------------- | ----------------- | ------ | ------ | ----- | ----- |
| Аякс                   | 2012/13          | 2    | 0    | 1     | 0     | 1                 | 0                 | —      | —      | 4     | 0     |
| Аякс                   | Итого            | 2    | 0    | 1     | 0     | 1                 | 0                 | —      | —      | 4     | 0     |
| → Йонг Аякс            | 2013/14          | 9    | 1    | —     | —     | —                 | —                 | —      | —      | 9     | 1     |
| → Йонг Аякс            | 2014/15          | 15   | 1    | —     | —     | —                 | —                 | —      | —      | 15    | 1     |
| → Йонг Аякс            | Итого            | 24   | 2    | —     | —     | —                 | —                 | —      | —      | 24    | 2     |
| → Виллем II            | 2014/15          | 1    | 0    | 1     | 0     | —                 | —                 | —      | —      | 2     | 0     |
| → Виллем II            | Итого            | 1    | 0    | 1     | 0     | —                 | —                 | —      | —      | 2     | 0     |
| → Лупа Кастелли Романи | 2015/16          | 2    | 0    | —     | —     | —                 | —                 | —      | —      | 2     | 0     |
| → Лупа Кастелли Романи | Итого            | 2    | 0    | —     | —     | —                 | —                 | —      | —      | 2     | 0     |
| НАК Бреда              | 2016/17          | 30   | 0    | 1     | 0     | —                 | —                 | 4      | 0      | 35    | 0     |
| НАК Бреда              | 2017/18          | 22   | 0    | 0     | 0     | —                 | —                 | —      | —      | 22    | 0     |
| НАК Бреда              | 2018/19          | 13   | 0    | 1     | 0     | —                 | —                 | —      | —      | 14    | 0     |
| НАК Бреда              | Итого            | 65   | 0    | 2     | 0     | —                 | —                 | 4      | 0      | 71    | 0     |
| Валвейк                | 2019/20          | 6    | 0    | 1     | 0     | —                 | —                 | —      | —      | 7     | 0     |
| Валвейк                | Итого            | 6    | 0    | 1     | 0     | —                 | —                 | —      | —      | 7     | 0     |
| Динамо (Тбилиси)       | 2021             | 30   | 2    | 0     | 0     | 4                 | 0                 | 1      | 0      | 35    | 2     |
| Динамо (Тбилиси)       | Итого            | 30   | 2    | 0     | 0     | 4                 | 0                 | 1      | 0      | 35    | 2     |
| Бней Сахнин            | 2021/22          | 16   | 1    | 0     | 0     | —                 | —                 | —      | —      | 16    | 1     |
| Бней Сахнин            | 2022/23          | 24   | 1    | 7     | 0     | —                 | —                 | —      | —      | 31    | 1     |
| Бней Сахнин            | Итого            | 40   | 2    | 7     | 0     | —                 | —                 | —      | —      | 47    | 2     |
| Аякс (люб.)            | 2024/25          | —    | —    | 2     | 1     | —                 | —                 | —      | —      | 2     | 1     |
| Аякс (люб.)            | Итого            | —    | —    | 2     | 1     | —                 | —                 | —      | —      | 2     | 1     |
| Всего за карьеру       | Всего за карьеру | 170  | 6    | 14    | 1     | 5                 | 0                 | 5      | 0      | 194   | 7     |